# Курганные гробницы Древнего Китая
Курганные гробницы Древнего Китая — гробницы правителей и знати V в. до н. э. — XVII в. н. э. из династий Чжоу, Чжао, Цинь, Хань, Суй, Тан, Мин. По состоянию на начало XXI века известна приблизительно сотня таких памятников. Большинство сооружений сосредоточено в радиусе 100 км от города Сиань провинции Шэньси, который раньше назывался Чанъань и был столицей империи во времена династий Западная Хань, Суй и Тан. В популярных изданиях и телефильмах эти сооружения уже традиционно называются «пирамидами».

## Древнейшие
Первые подобные сооружения в Китае принадлежат неолитической культуре хуншань, 4700—2900 гг. до н. э. Они находятся к северу от Пекина, в автономном районе Внутренняя Монголия (округ Аохан-Ци) и в провинции Ляонин. Это круглые или квадратные в плане каменные сооружения над могилами, представляющие из себя простые каирны. Хотя известны и более сложно устроенные каменные сооружения, являющиеся как бы предшественниками более поздних пирамидальных гробниц (см. Pyramidal structure). Об обнаружении наиболее хорошо сохранившейся пирамиды было сообщено в китайской прессе в 2001 г. Она расположена на расстоянии одного км к северу от города Сиджази округа Аохань-Ци, на горе. Это трёхступенчатое трапециевидное сооружение высотой около 30 м и шириной основания в 15 м.

## Пирамиды Сианя

### Первые сведения
О китайских пирамидах в районе города Сианя впервые в Европе стало известно из записей путешественников: 1667 г. — книга China monumentis Illustrata иезуита Афанасия Кирхера; 1908 г. — экспедиция Артура де Карла Соуэрби и Роберта Стирлинга Кларка; 1912 г. — поездка австралийских торговцев Фрэда Мейера Шродера и Оскара Мэмана; 1913 г. — путешествие французского врача, этнографа, археолога, писателя и поэта Виктора Сегалена. Также было известно о крупных погребальных постройках из кирпича в Синьцзян-Уйгурском автономном районе на северо-западе Китая, не имевших форму пирамид.
Вновь об этих таинственных объектах заговорили после Второй мировой войны. Первое сообщение было опубликовано в 1947 г. и касалось доклада полковника ВВС США и директора дальневосточного отдела компании «Транс Уорд Эйрлайн» Мориса Шихана. Он сообщал об открытии в некой долине предгорий хребта Циньлин, примерно в 65 км к юго-западу от Сианя, гигантской «Белой пирамиды», а также более мелких пирамид и холмов. Хотя бо́льшая часть известных гробниц находится в секторе от северо-запада на север и до юго-востока от Сианя и меньше в других направлениях. Приведя описание пирамиды с фантастическими деталями, он замечает, что она значительно меньше египетских, но при этом называет приблизительную высоту её в 1000 футов, а длину основания в 1500 футов, хотя позднее посчитав это ошибкой, остановился на высоте в 500 футов. В следующей публикации 1947 г. появилась фотография якобы этой пирамиды, сделанной в тот полёт, которая на самом деле является снимком известного «Мавзолея Маолин». Позже, в книге Брюса Кейси, пилот-первооткрыватель стал уже Джеймсом Гауссманом, что ещё более запутало эту историю.
Хотя во время «холодной войны» КНР была практически недоступна для западных путешественников, новозеландскому автору Брюсу Кейси удалось в 1978 г. получить от китайских властей на запрос на предмет пирамид ответ, что это не пирамиды, а «могильные холмы», «гробницы» императоров Западной Хань, пока ещё мало исследованные. Кроме того, они хорошо просматривались из космоса американскими спутниками-шпионами. В 1994 г. оператор и писатель из Германии Хартвиг Хаусдорф сумел наконец первым из европейцев посетить китайские пирамиды. Перед этим ему удалось сломить упорное отрицание наличия пирамид китайскими учёными, только предъявив им соответствующие фотографии.

### Исследование и музеефикация
Согласно преданиям и имеющимся древним текстам, подтверждённым археологическими исследованиями, гробницы принадлежат императорам, их жёнам, родственникам и чиновникам. Они делятся на две группы. В 30—40 км западнее Сианя, на северном берегу реки Вэйхэ, расположены гробницы династии Хань. В 80—100 км на северо-запад от него находятся погребения династии Тан.
Императорские захоронения в Китае вскрываются очень редко. Чаще раскопки ведутся лишь на прилегающей территории и производятся разведочные раскопы на склонах. Наиболее известные раскопанные гробницы открыты для осмотра и более не находятся в так называемых «запретных зонах». При некоторых из них функционируют музеи.
В 1956 г. была исследована гробница Динлин (диаметр — 230 м) императора Чжу Ицзюнь (Ваньли) (1563—1620 гг.) из династии Мин. Сейчас она доступна для осмотра.
В 1990-е годы были произведены раскопки гробницы Янлин императора Цзин-ди (Лю Ци, правил в 156—141 гг. до н. э.). Она имеет площадь около 12 км² и занимает 6 км с запада на восток и от 1 до 3 км с севера на юг. В западной половине находится окружённый рвом и стеной (ок. 2000 на 1400 м) с четырьмя воротами собственно императорский погребальный комплекс. В центре расположена, окружённая ещё одной невысокой квадратной стеной пирамидальная гробница императора (ок. 450 × 450 м). Под насыпью находилась погребальная яма 200 × 200 м, в которую со всех сторон спускались четыре пандуса. В северо-восточной части расположена несколько меньшая гробница императрицы (350 × 350 м). Вокруг императорской гробницы также имеются сопутствующие захоронения, следы каких-то крупных зданий и каменная платформа неизвестного назначения — «каменный компас». С западной стороны от внешней стены находятся могилы строителей. (Там работали преступники.) К северу от стены расположены две близких императорской, но гораздо менее крупных гробницы (ок.150 × 200 м). Это самые большие сопроводительные захоронения. Поэтому в них могут быть погребены члены императорского дома.
В восточной части всего комплекса Янлин расположены рвы с погребальными статуэтками и более 5000 разного размера сопутствующих захоронений (в основном с круглыми в плане насыпями). Наиболее крупные погребения, как удалось определить, принадлежат сановникам, губернаторам и аристократам эпохи Цзын-ди. Весь этот массив неправильной формы пересекает с востока на запад церемониальная «дорога духов» шириной ок. 110 м, а также каналы. 22 из них идут с запада на восток и более 100 — с севера на юг. На территории комплекса были обнаружены предметы, которые должны были представлять собой модель империи. Сюда входит различное вооружение, глиняные фигурки чиновников, воинов, слуг, домашних животных, деревянные фигуры упряжных лошадей, керамическая утварь, железные инструменты, медные монеты и даже много печатей чиновников.
В 2009—2011 гг. были проведены охранные исследования гробницы правителя царства Цзянду (входило в государство ранней династии Хань) Лю Фэй (правил в 154—128 гг. до н. э.) в провинции Цзянсу. Гробница имела насыпь диаметром 150 м, которая окружена квадратом стен со сторонами по 490 м. Имелось 3 основных и 11 сопутствующих захоронения. К основному погребению, имеющему размеры 35 на 26 м и разделённому на меньшие комнаты и коридоры, вели две наклонные шахты. Хотя основные захоронения оказались частично разграбленными, сохранилось множество уникальных и дорогих предметов.
Частично исследованы и музеефицированы также мавзолей Маолин императора У Ди (Wu) (156—87 гг. до н. э.), династии Хань, высотой 46,7 м и с основанием 222×217 м; мавзолей Хань Янлин императора Цзин-ди (188—141 гг. до н. э.); а также многие участки самого грандиозного погребального комплекса — Мавзолей Цинь Шихуанди (259—210 гг. до н. э.). Последний имеет погребальный холм высотой 47—50 м (первоначально был выше, называют цифры — 76, 83 и 120 м) и длину основания 230 м (по другой версии — 357×354 м).
Мавзолей Цяньлин — это обычная курганная гробница, принадлежащая императору Гао-цзуну (628—683 гг.), построенная на вершине горы Лян (85 км к северо-западу от Сианя — древней столицы династии Тан и в 6 км от городка Цян Сианя). Основная гробница включает также погребение жены Гао-цзуна — У Цзэтянь, ставшей женщиной-императором (в 690—705 гг.). Имеется ещё 17 гробниц членов императорской семьи и государственных деятелей. Эти гробницы расположены на южной вершине горы и обозначены отдельными курганами с башнями на каждом, что дало повод их назвать «Сосковыми холмами». Они оформляют проход к основному кургану на северной вершине. Большинство самих погребений находится в тоннелях, вырытых в толще горы. В настоящее время раскопано пять погребений: канцлера, генерала гвардии и ещё трёх родственников императора. Императорская гробница, находящаяся в толще горы, ещё не раскапывалась. Мавзолей известен росписями подземных гробниц и каменными статуями, оформляющими мемориальный комплекс, который был ещё когда-то окружён двумя рядами стен с четырьмя проходами в них. Есть мнение, что именно Цяньлин может быть потерянной Белой пирамидой.
Кроме императорских гробниц, исследована (в 1960—1962 гг.) и доступна для осмотра пирамидальная гробница принцессы Юн Тай (684—701 гг.) из династии Тан, внучки императора Гао Цзуна и императрицы У Цзэтянь (У Хоу).

### Архитектура и окружение
При начале сооружении очередной царской гробницы рядом с ней основывался новый город, формально — для её охраны. Все подобные императорские «города-мавзолеи» получали статус уездных центров, что должно способствовать их скорейшему росту. Впоследствии они стали крупнейшими городами-спутниками столицы Чанъань. К юго-востоку от Чанъаня находятся «города-мавзолеи» Дулин и Балин, а к северу — так называемые Пять мавзолеев (У-лин) — города Чанлин, Аньлин, Янлин, Маолин, Пинлин. Подобная практика прекратилась при императоре Юань-ди (Лю-ши, правил в 48—33 гг. до н. э.), когда города, возможно, уже выполнили их другое предназначение помимо охраны — демографическое.
Центральные сооружения гробниц древнекитайских монархов являются сложными конструкциями. За исключением гробницы Вэнь-ди, врезанной в природный холм, над остальными гробницами в районе Сианя возводились искусственные насыпи. Чаще они имеют форму усечённой пирамиды и прямоугольные в плане. Имеются также квадратные в плане. Исключение составляют круглые курганы династии Мин. Некоторые, как гробница Цинь Шихуанди, имели ступенчатый профиль и лестницы, ведущие на плоскую вершину, которая бывает разной по площади. Но, видимо, некоторые холмы не имели плоской вершины. Сам погребальный холм сооружён из лёсса или глины (по разным данным). Иногда его может окружать похожая на крепостную толстая стена, служащая крепидой, на фасадной стороне которой находится «погребальная башня». В погребальную камеру ведёт нисходящий тоннель. Внутри погребальных холмов могут быть заключены целые здания из камня или сооружённые традиционным методом прессованой земли, что выясняется при приборном зондировании. Для покрытия подобных подземных сооружений и для внешнего оформления гробниц иногда применялась керамическая черепица. В гробнице Динлин погребальные покои сооружены из камня, имеют своды и очень просторны. Внутреннее устройство погребального покоя Цинь Шихуанди известно по письменным источникам. Её описание дал Сыма Цянь. И оно подтверждается наличием повышенного содержания ртути в окружающем гробницу грунте. Гробница принцессы Юн Тай сооружена на глубине 16,7 м, имеет обширные помещения из камня, соединённые сводчатыми коридорами. Все стены и потолки оштукатурены и покрыты росписями.
Император династии Тан Тай-цзун (626—649 гг.) первым использовал для своей гробницы природную гору (гора Jiuzong). И затем 14 из 18 императоров династии Тан последовали этому примеру. Но только члены императорской семьи могли иметь гробницы, в пределах природных гор. Гробницы чиновников и дворян обозначали курганы, под которыми находились подземные погребальные камеры. Дети императора могли иметь курганные насыпи с усечёнными вершинами. Чиновникам были разрешены курганы только конической формы и только с одной окружающей стеной и одними воротами на южной стороне.
Каждую гробницу окружает обширный мемориальный комплекс — прямоугольный или квадратный участок, ограниченный стеной, с воротами, центральной дорогой, поминальными храмами, скульптурами и стелами. На этой территории имеются захоронения приближённых к правителю лиц и «склады» с погребальными предметами. На территории мемориального комплекса Цинь Шихуанди (его площадь — 56 км²), рядом с гробницей, была обнаружена яма с бронзовыми лошадьми и колесницами. А уже за территорией комплекса — знаменитая терракотовая армия (в 1974 г.) (что увеличивает площадь погребального комплекса до 90 км²). Там же найден и императорский дворцовый комплекс Эпангун площадью 10,89 км². Обнаружены также 200 погребений строителей гробницы. В раскопах на двух гранях самого погребального холма в 2011 г. нашли терракотовые скульптуры акробатов и силачей. Глиняная армия с фигурами меньшего размера и многочисленные статуи животных были обнаружены у гробницы императора Цзин-ди.
Гробницы относительно хорошо сохранились. Некоторые заросли кустарниками и деревьями и теперь вблизи они выглядят как заросшие холмы. Склоны же других столетиями использовались также и в сельскохозяйственных целях, например, для посадки гранатовых деревьев. По пологим склонам некоторых в настоящее время также произведена с неизвестной целью посадка туи и колючего кустарника.

## Список наиболее примечательных пирамидальных мавзолеев в Китае

### Древнейшие
- Пирамиды культуры хуншань, 4700—2900 гг. до н. э. Внутренняя Монголия (округ Аохан-Ци) и в провинции Ляонин.

### Династия Цинь
- Мавзолей Цинь Шихуанди. Цинь Шихуанди, правил в 246—210 гг. до н. э.

### Династия Хань
- Чанлин. Император Гао-цзу (Лю Бан), правил в 206—195 гг. до н. э. и его вдова Люй-хоу (Люй Чжи), правившая самостоятельно в 187—180 гг. до н. э. Город для охраны мавзолея основал Гао-цзу.

- Ваньняньлин. Построен Гао-цзу для своего отца Лю Тай-гуна. Город для охраны мавзолея — Ваннянь (основан в черте городских укреплений города Лияна).
- Аньлин. Хуэй-ди (Лю Ин), правил в 194—188 гг. до н. э. Город для охраны мавзолея основал Хуэй-ди.
- Балин. Вэнь-ди (Лю Хэн), правил в 179—157 гг. до н. э. Город Чжиян, близ которого размещались гробницы царства Цинь, Вэнь-ди переименовал и переселил туда дополнительное население.
- Наньлин. Построен Вэнь-ди в 173 г. до н. э. для своей матери Ботайхоу.
- Янлин. Цзин-ди (Лю Ци), правил в 156—141 гг. до н. э. Город для охраны мавзолея — Янлин. Переименован при Цзин-ди, ранее назывался Гэян.
- Маолин. У-ди (Лю Чэ), правил в 140—87 гг. до н. э. Город для охраны мавзолея основал У-ди.
- Пинлин. Чжао-ди (Лю Фу-лин), правил в 86—74 гг. до н. э. Город для охраны мавзолея основал Чжао-ди.
- Дулин. Сюань-ди (Лю Сюнь), правил в 73—49 гг. до н. э. Известно о переселении семейств для охраны мавзолея во вновь созданный уезд.
- Вэйлин. Юань-ди (Лю Ши), правил в 48—33 гг. до н. э. Город не основывался.
- Яньлин. Чэн-ди (Лю Ао), правил в 32—7 гг. до н. э. Город не основывался.
- Илин. Ай-ди (Лю Синь), правил в 6—1 гг. до н. э. Город не основывался.
- Канлин. Пин-ди (Лю Кань), правил в 1—5 гг. н. э. Город не основывался.

### Династия Тан
- Xianling (献陵). Гао-цзу (Ли Юань) (高祖), правил в 618—626 гг.
- Duanling (端陵). У-Цзун (武宗), правил в 840—846 гг.
- Zhuangling (庄陵). Цзин-цзун (敬宗), правил в 824—827 гг.
- Jingling (靖陵). Си-цзун (僖宗), правил в 873—888 гг.

### Пирамиды Когурё
- 12 каменных ступенчатых пирамид в пределах современного города Цзиань — гробницы царей корейского государства Когурё (37—668 гг.). Наиболее известная из них — возможно, гробница короля Чансу (413-491 гг.) (также называемая Гробницей генерала или Пирамидой Востока) с основанием  в 31 м с каждой стороны и высотой 13 м. Другая пирамида имеет стороны основания по 71 м.

## Фильмы о древних китайских гробницах
- «Откровения пирамид» (англ. The Revelation of the Pyramids) — документальный фильм, снятый Felix Altmann Productions в 2009 г.
- «Подземное здание холма Циньшихуань (поближе к Китаю)». 2009 г. Документальный фильм.
- «Потерянные китайские пирамиды. Древние секреты». (англ. Ancient Secrets. China’s Lost Pyramids) — документальный фильм, снятый National Geographic в 2010 г.